# Ilse Hempel Lipschutz
Ilse Hempel Lipschutz (geboren als Ilse Hempel 19. August 1923 in Bönnigheim, Württemberg; gestorben 22. Juni 2005 in Poughkeepsie, New York) war eine US-amerikanische Romanistin und Kunsthistorikerin. Sie war Professorin am Vassar College.

## Leben
Ilse Hempel war eine Tochter von Joseph Hempel und Fanny Würzburger, ihre ältere Schwester Marion wollte Ärztin werden. Nach Erlass der Nürnberger Gesetze wurde die Familie, obwohl der Vater eine Arbeitserlaubnis für die Schweiz hatte, von den Schweizer Behörden abgewiesen, und die Familie floh 1936 nach Frankreich. Im Jahr 1944 gelang ihnen die Flucht nach Spanien, von wo aus sie nach Kriegsende 1946 in die USA emigrierten. 
Ilse Hempel besuchte ab 1933 ein Gymnasium in Konstanz, von 1936 bis 1941 das Lycée Victor-Duruy in Paris und studierte Romanistik an der Sorbonne. Sie erhielt 1943 das Diplôme Français à l'Etranger, 1944 die Licence ès Lettres und das Diplôme d’études supérieures. In Spanien absolvierte sie 1946 das Diploma de Estudios Hispánicos. In den USA studierte sie von 1947 bis 1951 am Radcliffe College und arbeitete dort als Teaching Fellow. Sie erhielt 1948 einen M.A., 1957 wurde sie an der Harvard University promoviert. Sie heiratete 1952 den Ingenieur Lewis Drucker Lipschutz, sie hatten vier Kinder.
Hempel Lipschutz arbeitete ab 1951 am Vassar College in Poughkeepsie (New York), bis 1958 als Instructor für Französisch, bis 1963 als Assistant Professor, bis 1972 als Associate Professor und danach als Professorin. Im Jahr 1992 wurde sie emeritiert. 
Hempel Lipschutz' Forschungsschwerpunkt waren die Malerei und die Literatur in Frankreich und Spanien im 19. Jahrhundert, sie publizierte zu Goya, Murillo und Gautier. Nach Spanien erhielt sie Einladungen zu Forschungsaufenthalten und Vorträgen am Museo del Prado, an der Universidad Internacional Menéndez Pelayo, bei der Fundación Ramón Areces, Madrid, und an der Universidad Complutense. Sie war seit 1986 Vorstandsmitglied der Société Théophile Gautier in Paris.

## Schriften (Auswahl)
- The Discovery of Spanish Painting in Early Nineteenth Century France. Dissertation 1958
- El despojo de obras de arte en España durante la Guerra de la Independecia. Madrid, 1961
- Spanish Painting and the French Romantics. Harvard Studies in Romance Languages. Cambridge, Mass., 1972
- María de los Santos García Felguera: La fortuna de Murillo. Mitarbeiterin Ilse Hempel Lipschutz. Sevilla : Diputación Provincial de Sevilla, 1989